# Аналіз (філософія)
Ана́ліз (дав.-гр. ἀνάλυσις «розкладання, розчленування») — в філософії, на противагу синтезу, аналізом називають логічний прийом визначення поняття, коли дане поняття розкладають за ознаками на складові частини, щоб таким чином зробити пізнання його зрозумілим в повному його обсязі.
Аналітичним поняттям називається таке, яке виходить за допомогою аналізу іншого поняття, що містить в собі перше. Точно так само і пояснення будь-якого поняття шляхом розкладання його на складові частини називається аналітичним тлумаченням, висновком. Подібним же чином можна розчленовувати також судження або умовиводи. Аналітичне судження передбачає відому якість властивим самому поняттю предмета, іншими словами, присудок полягає в самому понятті присудка, тоді як при синтетичному судженні предмету приписується якість, яке в самому понятті предмета може і не полягати, інакше кажучи, не пов'язане неминуче з поняттям предмета. Так, наприклад, речення «Будь-яке тіло має довжину» являє собою аналітичне судження; речення «це тіло — пружне» синтетичне. Це розрізнення способу судження набуло особливого значення завдяки Канту («Критика чистого розуму»), хоча на нього вказували і раніше Давид Тел в XIII в. і ще в давнину Стільпон з Мегари.
При доказах, що спираються на ряд умовиводів, особливо при розвитку або постановці будь-якої наукової теорії, вираз аналіз має дещо інший сенс: воно означає, що докази йдуть регресивно, від умовного до зумовлюючому, між тим як при синтетичному способі докази мають зворотний хід (regressus a principiatis ad principe і progressus a princip i is ad principiata); такий метод в наукових дослідженнях називають аналітичним на відміну від синтетичного. Обидва вони доповнюють один одного і взаємно перевіряють. Кращим доказом безсумнівною істини будь-якого наукового положення буде відповідність результатів, досягнутих дослідженнями, зробленими аналітичним і синтетичним методами. Пор. Анельт, «Theorie des Induktien» (Лейпциг, 1854).